# Lípa (přírodní rezervace)
Lípa je přírodní rezervace v katastrálním území Ostrovec u Terešova v obci Ostrovec-Lhotka v okrese Rokycany. Oblast spravuje Agentura ochrany přírody a krajiny ČR – regionální pracoviště Střední Čechy.

## Předmět ochrany
Důvodem ochrany je zachování lesních porostů charakteristických pro Křivoklátskou vrchovinu suťových až balvanitých společenstev habrových až lipových javořin.

## Mykoflóra
V letech 2006–2007 byl proveden mykologický průzkum rezervace. Ze zajímavějších druhů byly nalezeny boltcovitka mozkovitá (Auricularia mesenterica), helmovka mateřídoušková (Mycena thymicola), holubinka krémově oříšková (Russula cremeoavellanea), kalichovka bledolupenná (Fayodia leucophylla), korálovec bukový (Hericium coralloides), korálovec ježatý (Hericium erinaceus), ohňovec Hartigův (Phellinus hartigii), ohňovec statný (Phellinus robustus), pevník jedlový (Amylostereum chailletii), pórnovitka různopórá (Hyphodontia paradoxa), šťavnatka zaječí (Hygrophorus leporinus) a vláknice nafialovělá (Inocybe griseolilacina)